# Eunice leucosticta
Eunice leucosticta är en ringmaskart som beskrevs av Grube 1878. Eunice leucosticta ingår i släktet Eunice och familjen Eunicidae. Inga underarter finns listade i Catalogue of Life.